# 41ª Divisione fanteria "Firenze"
La 41ª Divisione fanteria "Firenze" fu una grande unità del Regio Esercito, operativa durante la seconda guerra mondiale. Era una divisione di fanteria ordinaria, impiegata nei Balcani, che dopo l'8 settembre fu protagonista della resistenza italiana in Albania.

## Storia

### Origini
Le origini della grande unità risalgono alla Brigata Firenze, costituita nel marzo 1915 con iReggimenti di Fanteria 127º e 128º e smobilitata alla fine della Prima Guerra Mondiale, nel febbraio 1920. I due reggimenti, insieme al 213º Reggimento Fanteria Arno, dal 1935 al 1936 furono inquadrati nella Brigata di Fanteria Gavinana II. Il 15 settembre 1939 fu costituita a Firenze la 41ª Divisione di Fanteria Firenze, con in organico il 127º ed il 128º Reggimento di Fanteria Firenze ed il 41º Reggimento di Artiglieria Firenze.

### Seconda guerra mondiale
All'inizio della seconda guerra mondiale la divisione fu trasferita in Piemonte, tra Carmagnola, Poirino e Villanova d'Asti, dove rimase durante la battaglia delle Alpi Occidentali con la Francia. In previsione dell'invasione della Jugoslavia, nel marzo del 1941 la "Firenze" viene trasferita in Albania e schierata a nord est del Lago di Ocrida. Il 1º aprile si attestò a sbarramento della Val Raponi ed a difesa del bacino del fiume Shkumbini e della piana di Elbasan. Con l'inizio delle ostilità, l'8 aprile respinse il nemico ed il giorno successivo passò al contrattacco, penetrando in profondità in territorio jugoslavo, occupando l'11 aprile Tupeci e la Valle Ostreni ed il 12 Debar. Il 14 prese contatto con le truppe della Wehrmacht provenienti da nord e, concluse le operazioni, fu assegnata al presidio delle zone di Volko, Debar, Izvor, Struga e Ocrida. L'attività di presidio e rastrellamento procedette per tutto il 1942 e parte del 1943, estendendosi a cavallo del confine, nelle località macedoni di Gostivar, Struga, Debar e Mogorče ed in quelle albanesi di Peshkopi, Burreli, Elbasan, Librazhd e Qukës.

### La resistenza
Colta di sorpresa dall'armistizio di Cassibile, insieme alle altre unità della 9ª Armata ricevette l'ordine dal Comando supremo militare italiano di portarsi sulla costa in vista di un reimbarco per l'Italia. L'indecisione e l'attendismo del generale Dalmazzo, comandante dell'armata, e del generale Ezio Rosi, comandante del Gruppo d'armate Est, portarono alla cattura di quattro delle 6 divisioni in Albania da parte dei tedeschi, che con l'Operazione Achse tentavano il disarmo delle truppe italiane in tutti i fronti. Le divisioni Parma, Puglie, Brennero ed 53ª Divisione fanteria "Arezzo" cedettero le armi e furono sciolte, mentre la 151ª Divisione fanteria "Perugia" ed appunto la 41ª Divisione fanteria "Firenze" affrontarono coraggiosamente il nemico. Infatti il generale Arnaldo Azzi, intenzionato a non cedere le armi, reagì prontamente e ripiegò con l'intera divisione prima su Burreli, poi su Kruja. In quest'ultima località i reparti si scontrarono con superiori forze tedesche ed albanesi e fu costretta a tornare sulla sua strada. Deciso a sostenere la resistenza albanese, il generale prese contatti con l'Esercito Albanese di Liberazione Nazionale. Per affrontare il nuovo tipo di lotta, il 28 settembre 1943 la Divisione "Firenze" venne sciolta; il comando si ricostituì come Comando Italiano Truppe alla Montagna, mentre i reparti furono riorganizzati in quattro Comandi Militari di Zona. I militari italiani della "Firenze", ma anche alcuni superstiti della "Arezzo", continuarono a resistere ed a condurre operazioni di guerriglia nelle zone di Qafa Shtames, Debar, Barbmesh e Daitj fino alla fine della guerra. Parte di questo personale formò anche la Brigata Gramsci, anch'essa impegnata a fianco degli albanesi.

## Ordine di battaglia: 1940
- 127º Reggimento fanteria "Firenze"
- 128º Reggimento fanteria "Firenze"
- 92ª Legione CC.NN. d'assalto "Francesco Ferrucci"
  - XCII Battaglione CC.NN. d'assalto "Firenze"
  - XCV Battaglione CC.NN. d'assalto "Bologna"
  - 95ª Compagnia CC.NN. mitraglieri
- 41º Reggimento artiglieria "Firenze"
  - I Gruppo artiglieria
  - II Gruppo artiglieria
  - III Gruppo artiglieria
- XLI Battaglione mortai da 81
- 241ª Compagnia controcarri da 47/32
- 41ª Compagnia mista telegrafisti/marconisti
- 53ª Compagnia genio
- 37ª Sezione sanità
- 36ª Sezione sussistenza
- 194ª Autosezione
- 12ª Sezione panettieri

## Ordine di battaglia: 1943
- Comando della fanteria divisionale (Gen. B. Gino Piccini dal 5 novembre 1942)
- 127º Reggimento fanteria "Firenze"
- 128º Reggimento fanteria "Firenze"
- 41º Reggimento artiglieria "Firenze"
  - I Gruppo artiglieria
  - II Gruppo artiglieria
  - III Gruppo artiglieria
- XLI Battaglione mortai da 81
- XLI Battaglione mitraglieri
- XLI Battaglione misto genio
  - 41ª Compagnia mista telegrafisti/marconisti
  - 53ª Compagnia genio
- 841º Ospedale da campo
- 36ª Sezione sussistenza
- 194ª Autosezione
- 12ª Sezione panettieri

## Comandanti 1939-1943
- Gen. D. Paride Negri (15 settembre 1939 - 7 giugno 1941)
- Gen. B. Guido Boselli (8 giugno 1941 - 21 novembre 1942)
- Gen. B. Gino Piccini (interinale)
- Gen. D. Arnaldo Azzi (22 novembre 1942 - 28 settembre 1943)